# Championnats d'Europe de gymnastique rythmique 2024
Navigation
Bakou 2023 Talinn 2025
Les 40es championnats d'Europe de gymnastique rythmique ont eu lieu à Budapest, en Hongrie, du 22 au 26 mai 2024.

## Médaillées
Les médaillées sont : 
| Épreuve                     | Or | Argent | Bronze |
| --------------------------- | --- | --- | --- |
| Seniors                     | | | |
| Équipes                     | Bulgarie Individuel senior Boryana Kaleyn Elvira Krasnobaeva (en) Stiliana Nikolova Groupe senior Sofia Ivanova (en) Magdalina Minevska (en) Kamelia Petrova (en) Rachel Stoyanov (en) Margarita Vasileva (en) | Italie Individuel senior Milena Baldassarri Tara Dragas (en) Sofia Raffaeli Groupe senior Martina Centofanti Agnese Duranti Alessia Maurelli Daniela Mogurean Laura Paris Alessia Russo | Israël Individuel senior Daria Atamanov Daniela Munits (en) Groupe senior Shani Bakanov Adar Friedmann Romi Paritzki Ofir Shaham Diana Svertsov |
| Finales senior              | | | |
| Concours général individuel | Stiliana Nikolova (BUL) | Sofia Raffaeli (ITA) | Darja Varfolomeev (GER) |
| Cerceau                     | Boryana Kaleyn (BUL) | Stiliana Nikolova (BUL) | Taisiia Onofriichuk (UKR) |
| Ballon                      | Sofia Raffaeli (ITA) | Fanni Pigniczki (en) (HUN) | Daniela Munits (en) (ISR) |
| Massues                     | Daniela Munits (en) (ISR) | Liliana Lewińska (en) (POL) | Boryana Kaleyn (BUL) |
| Ruban                       | Darja Varfolomeev (GER) | Sofia Raffaeli (ITA) | Elvira Krasnobaeva (en) (BUL) |
| Finales en groupe senior    | | | |
| Concours général en groupe  | Bulgarie Sofia Ivanova (en) Magdalina Minevska (en) Kamelia Petrova (en) Rachel Stoyanov (en) Margarita Vasileva (en)                                                                                          | Italie Martina Centofanti Agnese Duranti Alessia Maurelli Daniela Mogurean Laura Paris Alessia Russo                                                                                    | Espagne Ana Arnau (en) Inés Bergua (en) Mireia Martínez (en) Patricia Pérez (en) Salma Solaun (en)                                              |
| 5 cerceaux                  | Italie Martina Centofanti Agnese Duranti Alessia Maurelli Daniela Mogurean Laura Paris Alessia Russo | Espagne Ana Arnau (en) Inés Bergua (en) Mireia Martínez (en) Patricia Pérez (en) Salma Solaun (en)                                                                                      | Israël Shani Bakanov Adar Friedmann Romi Paritzki Ofir Shaham Diana Svertsov                                                                    |
| 3 rubans + 2 cerceaux       | Espagne Ana Arnau (en) Inés Bergua (en) Mireia Martínez (en) Patricia Pérez (en) Salma Solaun (en) | Israël Shani Bakanov Adar Friedmann Romi Paritzki Ofir Shaham Diana Svertsov | Ukraine Diana Baieva (en) Alina Melnyk (en) Valeriia Peremeta (en) Kira Shyrykina (en) Mariia Vysochanska (en)                                  |
| Juniors                     | | | |
| Équipes                     | Roumanie Amalia Lică (en) Lisa Garac (en) | Israël Alona Tal Franco (en) Meital Maayam Sumkin (en) | Azerbaïdjan Ilaha Bahadirova (en) Shams Aghahuseynova (en) Fidan Gurbanli Govhar Ibrahimova (en)                                                |
| Finales junior              | | | |
| Cerceau                     | Amalia Lică (en) (ROU) | Alona Tal Franco (en) (ISR) | Olivia Maslov (en) (POL) |
| Ballon                      | Meital Maayam Sumkin (en) (ISR) | Anna Piergentili (ITA) | Magdalena Valkova (en) (BUL) |
| Massues                     | Amalia Lică (en) (ROU) | Alja Ponikvar (en) (SVN) | Alona Tal Franco (en) (ISR) |
| Ruban                       | Amalia Lică (en) (ROU) | Dara Malinova (en) (BUL) | Barbare Kajaia (en) (GEO) |